# Райнбеллен
Райнбеллен (нім. Rheinböllen) — місто в Німеччині, розташоване в землі Рейнланд-Пфальц. Входить до складу району Рейн-Гунсрюк. Центр об'єднання громад Райнбеллен.
Площа — 16,33 км2. Населення становить 4103 ос. (станом на 31 грудня 2020).

## Галерея

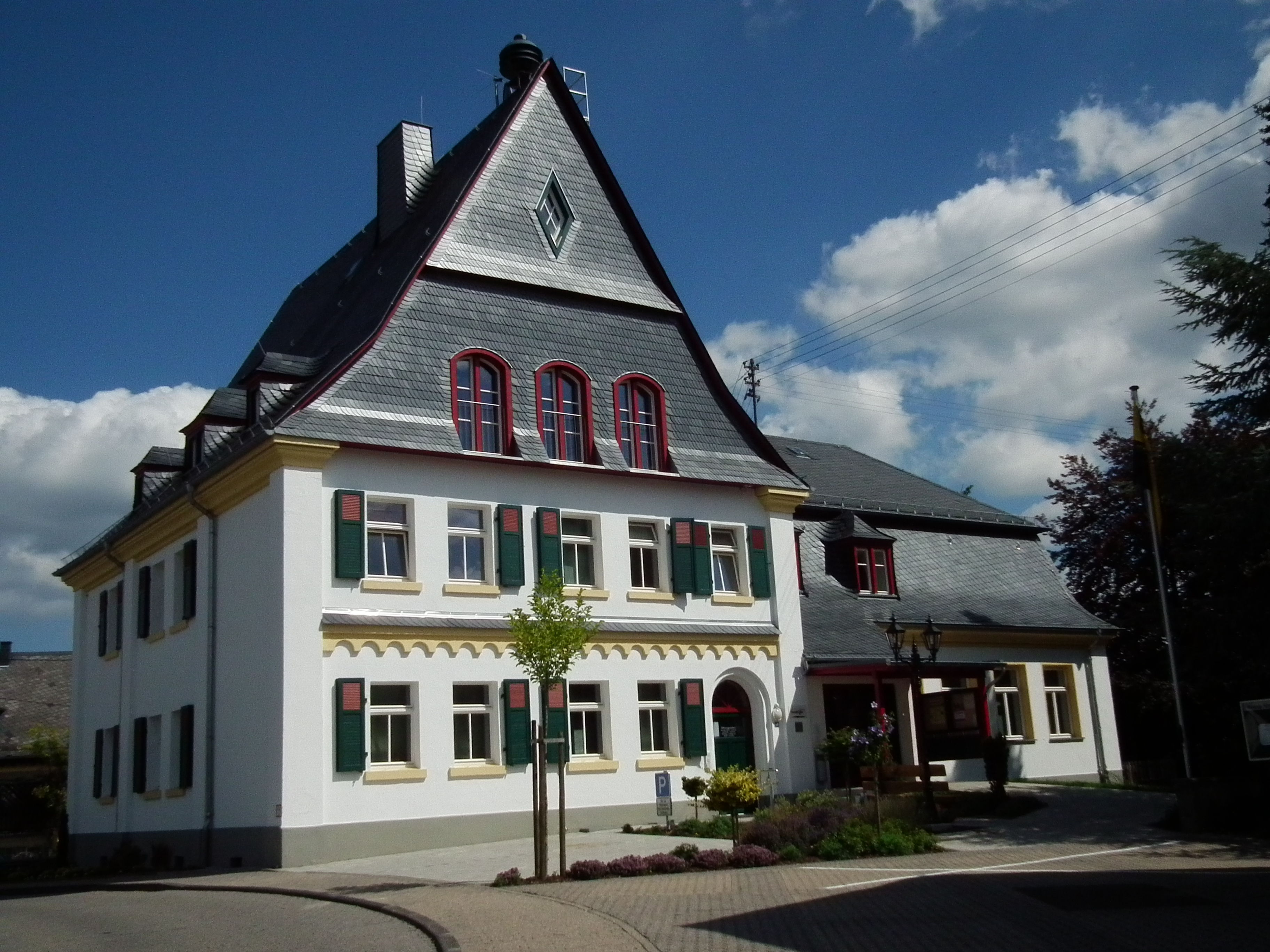
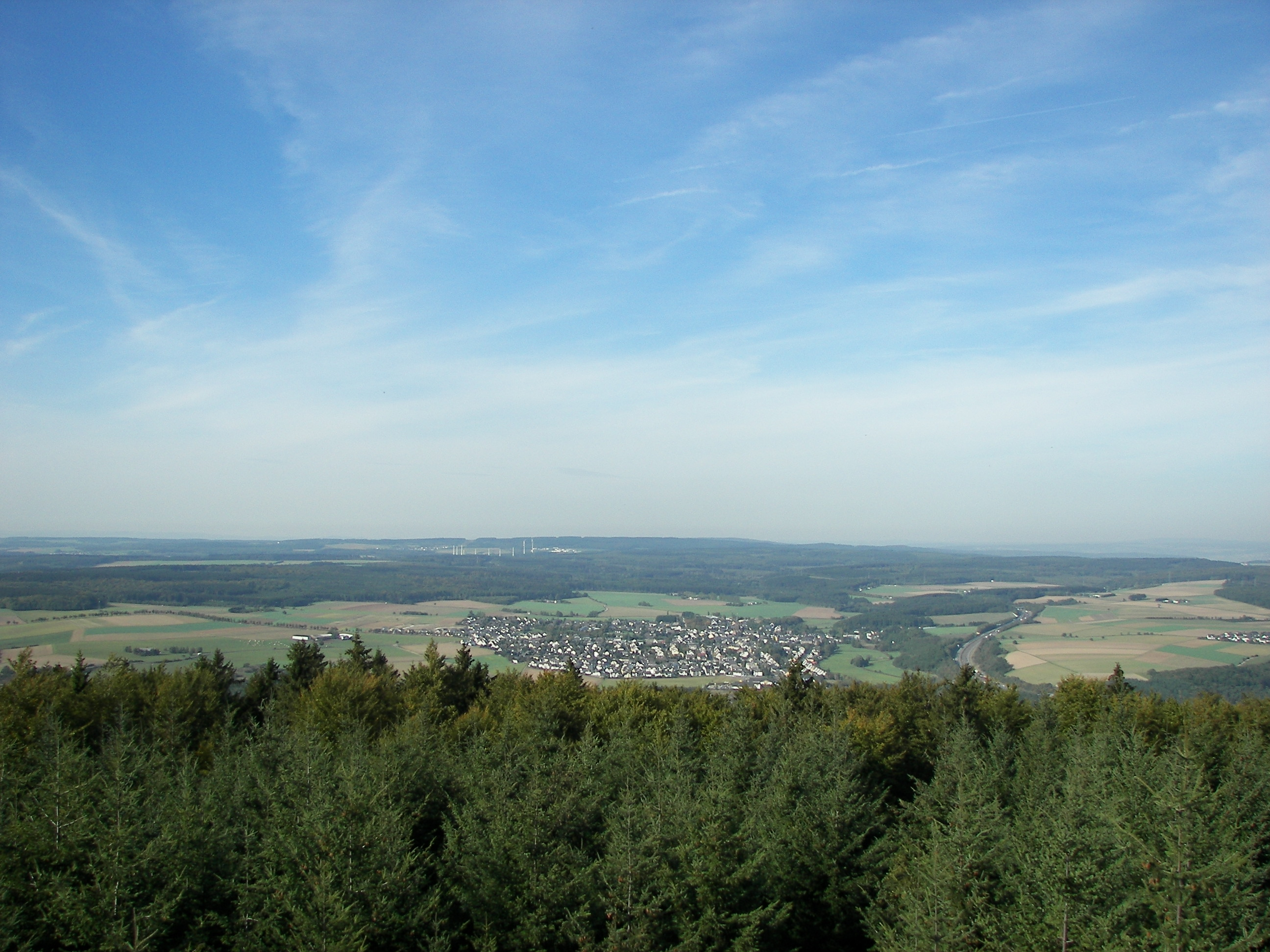
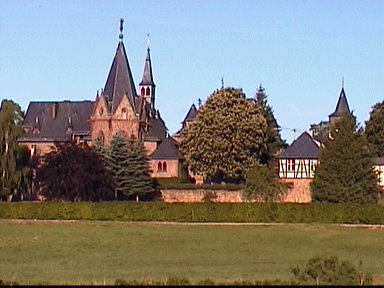